# بخش پاریس (یونیون کانتی، اوهایو)
بخش پاریس (به انگلیسی: Paris Township) یک منطقهٔ مسکونی در ایالات متحده آمریکا است که در شهرستان یونیون، اوهایو واقع شده‌است.
 بخش پاریس ۹۴٫۳ کیلومتر مربع مساحت و ۲۳٬۶۴۵ نفر جمعیت دارد و ۳۰۶ متر بالاتر از سطح دریا واقع شده‌است.